# Stafford County (Kansas)
Stafford County is een county in de Amerikaanse staat Kansas.
De county heeft een landoppervlakte van 2.051 km² en telt 4.789 inwoners (volkstelling 2000). De hoofdplaats is St. John.

## Foto's

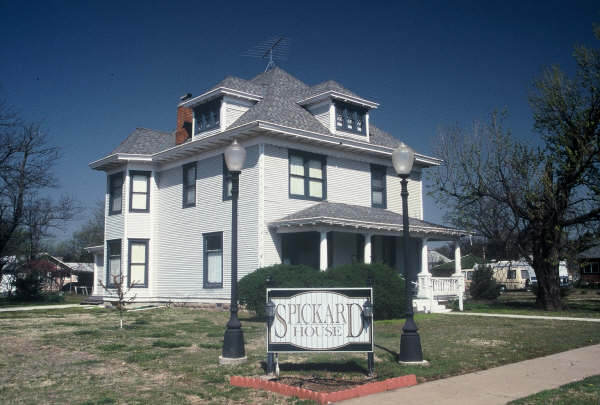
Historisch huis